# عزيز أباد (مقاطعة دلفان)
عزيز أباد (بالفارسية: عزیزآباد) هي مستوطنة تقع في قسم خاوة الشمالي الريفي (مقاطعة دلفان) في إيران. يقدر عدد سكانها بـ 110 نسمة بحسب إحصاء 2016.